# Wellington Virgolino
O pernambucano Wellington Virgolino (Recife, 1929 — Recife, 1988) foi  escultor, gravador, desenhista mas foi como pintor que se destacou, tornando-se reconhecido nacional e internacionalmente. Embora batizado Virgulino (com “u”), assinava suas telas como Wellington ou W. Virgolino (com “o”)

## Família e Ambiente
O pernambucano Wellington Virgulino de Souza, filho de Gervázio Virgulino de Souza e de Carmoniza Andrade de Souza. Em 1955, casou com Marinete Alves de Souza. Morou nos bairros de Monsenhor Fabrício  e Hipódromo. Por dez anos (1949-1959), foi funcionário da Mala Real Inglesa, localizada na rua do Bom Jesus. Sem dúvida, a convivência com as personagens do lugar, o levou a realizar trabalhos inspirados em temas sociais, além de registrar sua passagem pela boemia. Mais tarde, deixou seu emprego na Mala Real Inglesa e dedicou-se à sua arte.

## Desenvolvimento Artístico
Desde muito pequeno despertou para as artes plásticas, desenhando caricaturas dos professores e colegas de seus irmãos. Morou no bairro da Boa Vista, na Rua Velha, por mais de 20 anos e estudou o até o primeiro ano científico no Ginásio Pernambucano. Autodidata, conheceu e tornou-se amigo de Vicente do Rego Monteiro, Virgolino o considerava seu primeiro orientador, por aprecia-lo e aconselha-lo em seu desenvolvimento artístico. Fez amizade com vários outros artistas também iniciantes: Ionaldo Cavalcanti, Beatriz Alvez Melo Calábria e Darel Valença.  Começou a desenhar histórias em quadrinhos e as vendia para garantir a entrada no Cinema Politheama ou no Ideal. Nesses cinemas, eram exibidos os seriados: O Aranha Negra, Flash Gordon, Jim das Selvas, O Fantasma Voador, personagens que ele retravara em seus quadrinhos. 
Com a colaboração de Redomak Viana, criou histórias que foram publicadas no Jornal Pequeno, Recife, entre 1946 e 1947. Após reportagem publicada no referido jornal em 1948, Virgulino passou a colaborar nesse periódico, junto com o primo Yvonildo de Souza, com charges e desenhos sobre a vida mundana do Recife. Simultaneamente, Wellington trabalhou no escritório de Tabosa de Almeida, advogado e um dos incentivadores do pintor.
Autodidata e observador voraz do cotidiano, Welington Virgolino ficou conhecido pela pintura de dimensões estilizadas, apresentando certas deformações nos corpos das figuras humanas e dos elementos que compunham a tela. Auto denominado de "modernista/figurativo", retratava gente do povo, operários de construção e as expressões do sentimento de cada personagem. Mostrando as frustrações e os sofrimentos da vida precária do trabalhador brasileiro, eternizado em personagens como "Os calceteiros", "Calungas de Caminhão" e "Operários". Assim como não deixou de registrar as invenções e reinvenções da infância, ainda com ênfase em seus questionamentos sociais, através de suas crianças.

## Fase de Ouro
A década de 1950, é considerada como início de sua fase de ouro. Nele, Virgolino conheceu Abelardo da Hora que, em parceria com Hélio Feijó, planejou e fundou a Sociedade de Arte Moderna do Recife (SAMR). De Abelardo recebeu aulas de ‘pose rápida’ no Liceu de Artes e Ofícios de Pernambuco. Depois, nasceu a ideia de criar o Atelier Coletivo que, graças a união e determinação de alguns artistas, foi instalado em casa alugada na rua da Soledade, nº 57, bairro da Boa Vista, Recife. No Atelier, aprimorou sua técnica de pintura e utilização de materiais artísticos orientado, eventualmente, por pintores que vinham de fora – Mário Cravo e Carybé, da Bahia; Danúbio Villanil, do Rio Grande do Sul – e os daqui – Francisco Brennand, Reynaldo e Lula Cardoso Ayres.

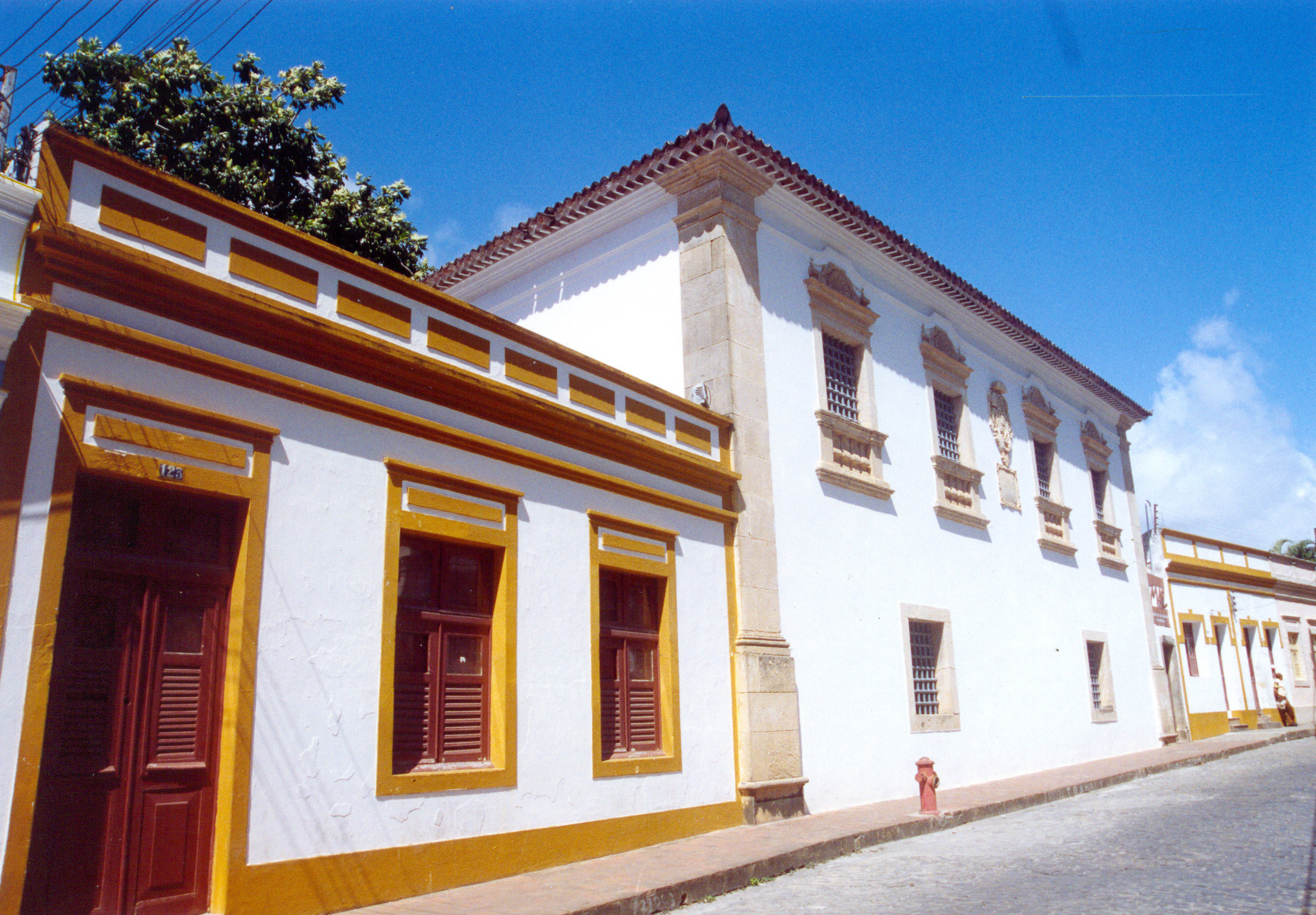

O grupo que fazia parte do Atelier fundou o Clube da Gravura. O Clube tinha sócios que contribuíam mensalmente e recebiam uma gravura. Isso ajudou a manter o Atelier Coletivo que funcionou primeiramente na rua da Soledade, depois nas ruas Velha, 231, e da Matriz, 117, todas no bairro da Boa Vista. Em 1957, O Atelier Coletivo e o Clube da Gravura do Recife lançaram o álbum Gravuras, composto de 10 xilogravuras em madeira e gesso de autoria de Wellington Virgolino, Corbiniano Lins e Wilton de Souza. Depois, o grupo começou a dispersar e, aos poucos, cada um montou seu ateliê. O Ateliêr Coletivo contava com figuras ilustres das artes pernambucanas como: Abelardo da Hora, Gilvan Samico (1928), Ionaldo Cavalcanti (1933 - 2002),  José Cláudio (1932), Marius Lauritzen Bern, e o Clube de Gravura do Recife em 1952.
Em 1969 realizou sua primeira exposição individual, ocorrida na Galeria do Teatro do Parque, em Recife. Participou de inúmeras mostras coletivas, dentre as quais destacam-se: VI e VII Bienal Internacional de São Paulo (1961 e 1963); I Bienal Nacional de Artes Plásticas (Salvador, 1966) Oficina Pernambucana, no Museu de Arte Contemporânea da USP (São Paulo, 1967); Arte/Brasil/Hoje: 50 Anos Depois, na Galeria Collectio (São Paulo, 1972); 7ª Exposição de Belas Artes Brasil-Japão, na Fundação Brasil-Japão de Artes Plásticas (São Paulo, 1985). 
Wellington mantinha com seu irmão Wilton de Souza um ateliê na residência de seus pais. Além das exposições citadas, de 1954 a 1987, Virgolino participou de exposições  em várias cidades do Brasil: Recife, Salvador, São Paulo e Rio de Janeiro, Belo Horizonte, Salvador, Porto Alegre, Brasília) e também no Exterior: Europa, Ásia, América do Sul. Foi agraciado com prêmios e condecorações, teve seu trabalho comentado e analisado por escritores, poetas e críticos de arte, foi membro de diversas comissões julgadoras de obras de arte e ilustrou livros. Em 1995, o Conselho Municipal de Cultura, Recife, o homenageou com o troféu Construtores da Cultura (in memoriam). Após sua morte, obras suas integram a mostra "Os Clubes de Gravura do Brasil", na Pinacoteca do Estado de São Paulo (São Paulo, 1994).

## Irmão, Cofundador do Ateliê Coletivo
Wilton de Souza, seu irmão, é pintor, gravador, escultor, tapeceiro, cenógrafo e cronista de arte. É cofundador do Ateliê Coletivo, atuou como presidente da Sociedade de Arte Moderna em 1964, além dessas atividades, lançou álbuns de desenhos sobre frevo, maracatu e criou a Galeria Itinerário em 1979. Dirigiu a Galeria Metropolitana de Arte Aloísio Magalhães de 1981 a 1987 e atua como diretor do Museu Murilo Lagreca e foi vice-presidente da Escolinha de Arte do Recife em 1987. É membro da Academia de Artes e Letras no Recife e da Academia de Letras e Artes do Nordeste Brasileiro.